# Colle alla Casa
Il Colle alla Casa è un rilievo dell'isola d'Elba.

## Descrizione
Situato nell'estrema parte occidentale dell'isola, fa parte della Catena del Monte Capanne e raggiunge un'altezza di 346 metri sul livello del mare.
Il toponimo è attestato dal XIX secolo e la vetta si erge a breve distanza da quella del Monte di San Bartolomeo. Nei pressi esistono i ruderi della chiesa di san Bartolomeo. L'origine del toponimo è riconducibile alla passata esistenza di un probabile edificio, benché non vi siano tracce visibili di strutture murarie.